# هری جیکوبز (ورزشکار)
هری جیکوبز (انگلیسی: Harry Jacobs; تاریخ ورودی نامعتبر است – تاریخ ورودی نامعتبر است) ورزشکار اهل ایالات متحده آمریکا بود.